# Callopsis volkensii
Callopsis volkensii Engl. – gatunek byliny, geofitu, należący do monotypowego rodzaju Callopsis z rodziny obrazkowatych, endemiczny dla południowo-wschodniej Kenii i wschodniej Tanzanii, zasiedla dziewicze lasy na wysokości 800 m n.p.m. Nazwa naukowa rodzaju w języku łacińskim oznacza "podobny do Calla"; nazwa gatunkowa volkensii została nadana ku czci żyjącego w XIX wieku niemieckiego botanika G. Volkensa.

## Charakterystyka
Rośliny  tworzą płożące kłącze. Pochwa liściowa bardzo krótka. Blaszki liściowe sercowato-jajowate, odosiowo pokryte włoskami, pomarszczone. Dwa kwiatostany, typu kolbiastego pseudancjum, pojawiają się razem z liśćmi. Szypułki smukłe, dłuższe od ogonka liściowego lub równej długości, jajowate w przekroju. Pochwa kwiatostanu eliptyczna do niemal okrągłej, czysto biała, płaska, rozpostarta, lekko pofałdowana u nasady. Kolba żółta. Najniżej położona strefa kwiatów żeńskich przyrośnięta do pochwy, dalej wzniesiona. Słupki w kształcie płaskiej butelki, sierpowate. Owocami są zielone jagody. Nasiona o gładkiej, cienkiej łupinie. Liczba chromosomów 2n=36.
Pozycja systematyczna gatunku jest problematyczna. Rośliny wykazują podobieństwo do gatunków z rodzajów czermień, Nephthytis oraz do roślin z plemienia Zomicarpeae. Na podstawie badań filogenetycznych przeprowadzonych w 2008 roku rodzaj Callopsis został jednak zakwalifikowany do osobnego, monotypowego plemienia Callopsideae.